# 斯潘塞镇区 (俄亥俄州艾伦县)
斯潘塞镇区是美国俄亥俄州艾伦县的一个镇区 ，2010年美国人口普查时有3067人居住在该镇区，其中844人居住在未建制社区。
俄亥俄州还有三个斯潘塞镇区，分别位于根西县、卢卡斯县和梅迪纳县。

## 地理
斯潘塞镇区位于艾伦县南部，与以下镇区接壤：
- 马里昂镇区 - 东北
- 阿曼达镇区 - 东
- 奥格莱塞县洛根镇区 - 东南
- 奧格萊塞縣塞勒姆鎮區 - 西南
- 普特南县詹宁斯镇区 - 西

斯潘塞维尔位于该镇区南部。

## 政府
镇区有3人组成的理事会管理。理事会理事选举在奇数年11月举行，并在来年1月1日开始四年任期。两名理事的选举在总统选举后一年举行，另一名的选举在总统选举前一年举行。镇区财务官亦由选举产生，与一名镇区理事选举同时举行，不过在来年4月1日才开始四年任期。若财务官或理事职位有空缺，将由剩余理事填补。